# Martinsthorpe
Martinsthorpe est une paroisse civile d'Angleterre située dans l'ouest du Rutland. Elle se trouve 6 km au sud d'Oakham, près du village de Manton. C'est un village fantôme, qui, comme Beaumont Chase, n'a aucun habitant. Il ne compte plus qu'un seul bâtiment, une ancienne possession des comtes de Nottingham.

## Circonscription électorale
Jusqu'en 2019, Martinsthorpe était aussi une circonscription électorale pour l'élection des membres du conseil du comté de Rutland : elle comprenait les paroisses civiles de Gunthorpe, Lyndon, Manton, Martinsthorpe, Morcott, Pilton et Wing.
Pour l'élection de 2019, elle a été fusionnée avec la circonscription électorale de Braunston-in-Rutland. La circonscription de Braunston et Martinsthorpe élit deux membres du conseil.